# XXX 88
XXX 88 è un singolo della cantante danese MØ, il quarto estratto dal suo primo album in studio No Mythologies to Follow. È stato pubblicato il 30 agosto 2013.

## Tracce
1. XXX 88 (feat. Diplo) – 3:40 (Karen Marie Ørsted, Ronni Vindahl, Thomas Pentz)